# Institut Le Rosey
Institut Le Rosey (французское произношение: [ɛ̃stity lə ʁozɛ]) — школа-интернат в городе Роль в кантоне Во, Швейцария.

## История
Школа-пансион Institut Le Rosey основана в 1880 году и является старейшим и самым престижным учебным заведением Швейцарии. Её называют «королевской школой». Первоначально это была школа только для мальчиков, но сегодня в ней учатся и мальчики, и девочки.
На территории кампуса в Роле расположен средневековый замок, с которого и началась история школы. В 1880 году этот замок был выбран в качестве резиденции основателем школы Полем-Эмилем Карналем, «любителем природы, истории и сельской местности». В 1911 году основатель передал школу в собственность своего сына Анри-Поля Карналя. С 1917 года школа стала приезжать на зимние месяцы в Гштаад, чтобы избежать густых туманов, появляющихся зимой на берегу Женевского озера.
В 1947 году руководство школой берёт на себя третье поколение семьи основателя школы — Луи Йоханнот и Елена Шауб. Чуть позже, в 1967 году, Institut Le Rosey впервые принял на обучение девочек. В 1980 году школа перешла в управление четвёртому поколению семьи основателей — Филиппу и Анне Гудин, а в 2015 — пятому, Кристофу Гудину.
Национальный состав учеников школы иллюстрирует изменения в мировой экономике: в 1950-х и 1960-х годах большинство учеников было из США, Италии, Греции, в 1970-х годах — из арабских стран и Ирана, в 1980-х — из Японии и Кореи, а в 1990-х — из России. Дети российских олигархов составляли треть всех студентов в 1990-х и терроризировали других учеников. В результате школу покинул как минимум один ребёнок.
Теперь в школе действует 10%-ная квота на количество учеников одной национальности.

## Учебная программа
Institut Le Rosey готовит учеников к поступлению в лучшие учебные заведения мира. В начальной и средней школе преподавание ведётся на двух языках (английский и французский). Желающие могут посещать дополнительные языковые занятия. В старшей школе учащиеся сами выбирают язык преподавания (в зависимости от того, в каком университете они намерены учиться дальше). Дополнительно можно изучать до четырёх иностранных языков.
Institut Le Rosey аккредитован:
- Ассоциацией школ и колледжей Новой Англии (англ.)
- International Baccalaureate
- Французской академией в Гренобле
- Министерством национального образования Франции
- Федерацией частных школ Швейцарии (Fédération suisse des écoles privées — FSEP)
- Ассоциацией частных школ кантона Во (l’Association vaudoise des écoles privées — AVDEP)

Так же Institut Le Rosey является членом Европейского совета международных школ.

## Стоимость обучения
За 2020-2021 учебный год стоимость обучения составляла CHF 123900 для учеников средних и старших классов и CHF 89400 для младшеклассников.

## Месторасположение
Institut Le Rosey имеет две резиденции: главную и зимнюю.
Главная располагается в Роле, в 30 км от Женевы, на берегу Женевского озера. Расположенный среди виноградников, Ролль сохранил своё обаяние и неповторимую прелесть старинного европейского города.
Зимняя резиденция школы находится в Гштааде, в кантоне Берн. Гштаад находится в немецкой части Швейцарии, в 80 км от Берна и в 150 км от Женевы.